# 피터 하이엄스
피터 하이엄스(Peter Hyams, 1943년 7월 26일 ~ )는 미국의 영화 감독이다.